# Khatam
Khatam (in persiano خاتم‎) è un'antica tecnica persiana di intarsio del legno. È una versione di intarsio in cui le forme d'arte sono realizzate decorando la superficie di oggetti in legno con delicati pezzi di legno, ossa e metallo intrecciati con precisione in motivi geometrici. Khatam-kari (in persiano خاتم‌کاری‎) o Khatam-Bandi (in persiano خاتم‌بندی‎) è l'arte di creare un khatam. I materiali comuni utilizzati nella costruzione di articoli intarsiati sono oro, argento, ottone, alluminio e filo intrecciato.

## Disegno e costruzione
La progettazione di articoli intarsiati è un processo altamente elaborato. A volte ci sono più di 65 pezzi per centimetro quadrato in un'opera di qualità media. Aste sottili di legni di diverso colore, avorio, osso, ottone, argento e altri materiali. Vengono incollate insieme in lunghi mazzi che possono avere una sezione rotonda, rettangolare o poligonale. I grappoli sono tagliati a fettine sottili e combinati con altri per creare intricati motivi. In ogni centimetro cubo possono essere affiancati fino a circa 250 pezzi singoli, levigati, oliati e lucidati. Gli articoli intarsiati dell'era safavide assunsero un significato speciale quando gli artisti crearono le loro preziose opere d'arte. I legni utilizzati comprendevano betel, noce, cipresso e pino. Queste opere venivano realizzate su porte e finestre, cornici di specchi, cofanetti per il Corano, contenitori intarsiati, portapenne e penne, lanterne e reliquiari.

## Esempi

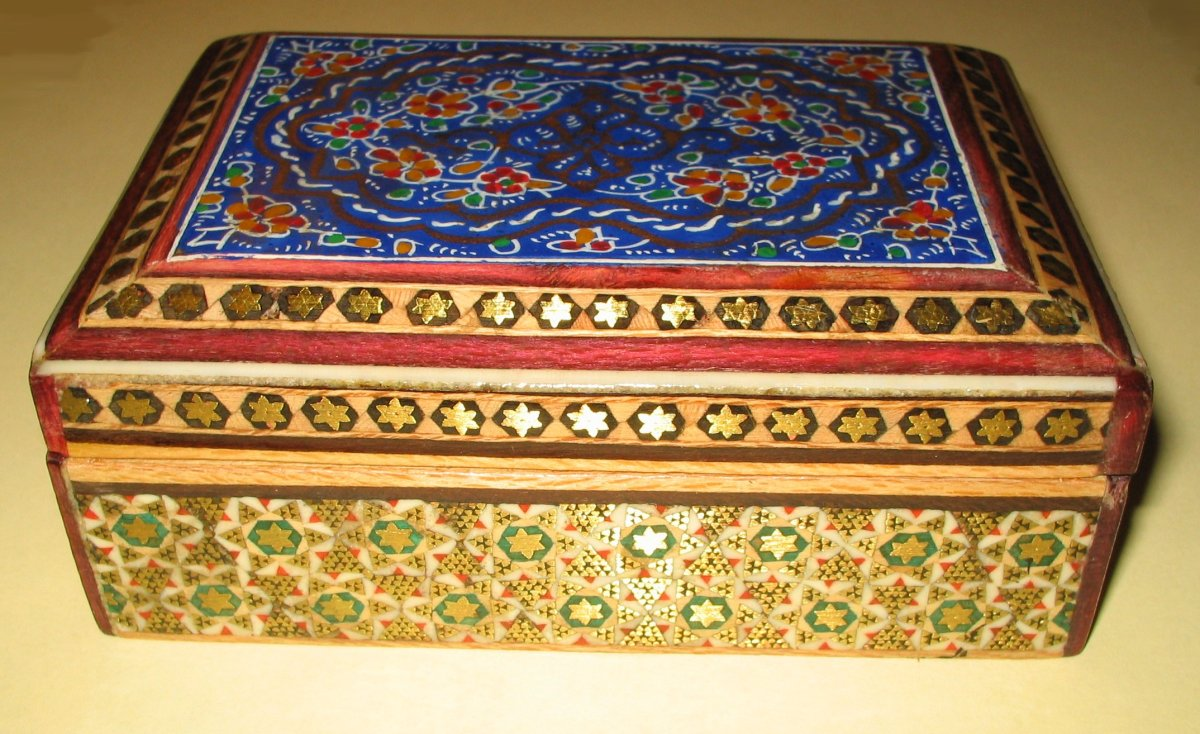
Una semplice scatola intarsiata khatam decorata con motivi geometrici di triangoli e stelle a 6 punte sui lati e un disegno floreale sul coperchio

L'ornamento delle porte dei luoghi santi è prevalentemente costituito da motivi intarsiati. Esempi di questi possono essere osservati nelle città di Mashhad, Qom, Shiraz e Rey. Nell'era safavide, l'arte dell'intarsio fiorì nelle città meridionali dell'Iran, in particolare a Esfahan, Shiraz e Kerman. Le sale intarsiate del Palazzo Saadabad e del Palazzo di marmo di Teheran sono tra i capolavori di questa arte.

## Stato attuale
Il khatam è praticato principalmente a Shiraz, Esfahan e Teheran. L'arte della lavorazione del legno intarsiato viene intrapresa negli istituti dell'Organizzazione per i beni culturali dell'Iran e in scuole private. 
Il maestro Mohammad Bagher Hakim-Elahi (محمد باقرحكيم الهي) era un maestro di questa arte e apprese le tecniche dal maestro Sanee Khatam a Shiraz. Successivamente, nei primi anni '50, si trasferì a Teheran, dove visse fino al marzo 2012. Continuò a realizzare capolavori in khatam, che vanno da cornici e cofanetti per gioielli, a oggetti di grandi dimensioni come tavolini, telai da letto, tavoli da pranzo e grandi lampadari, alcuni dei quali si trovano attualmente nei musei dell'Iran, ma la maggior parte sono in collezioni private in tutto il mondo. Insegnò l'arte a suo fratello minore Asadolah Hakim-Elahi (ﺍﺴﺪﷲ ﺤﻛﻴﻢﺍﻠﻬﻰ), morto di linfoma alla fine degli anni '70 quando aveva circa quarant'anni.